# ASTPAI
ASTPAI ist eine vierköpfige Punk-/Rock-Formation aus Wiener Neustadt, Österreich. Neben ehemaligen Szene-Größen wie Rentokill, Red Lights Flash oder Antimaniax zählt die Band zu den international bekanntesten und aktivsten Bands der österreichischen Punk-Szene.

## Geschichte
Gegründet wurde ASTPAI 2001 von Zock (Gesang, Gitarre) und Wimair (Schlagzeug, Gesang). Kurz darauf stieß auch Rene (Bass, Gesang) hinzu, bevor sich schließlich 2002 mit Marco die bis 2011 unverändert bleibende Zusammensetzung gefunden hatte.
Mit Feeling Safe in Programmed Channels veröffentlichten sie 2005 ihr Erstlingswerk, begleitet von ersten Tourneen durch Zentral- und Westeuropa. Der Nachfolger Corruption Concealed (Under Deceptive Slogans) erschien ein Jahr später und half der Band vor allem auch, in Nordamerika Fuß zu fassen, als Jumpstart Records dieses dort 2008 veröffentlichte. Den regelmäßigen Tourneen durch Europa (u. a. Großbritannien, Griechenland und Russland) schlossen sich ebenso wiederkehrende Reisen bis nach Nordamerika an.
2010 erschien mit dem dritten Album Heart To Grow das letzte, an dem alle vier Gründungsmitglieder beteiligt waren. Zum bereits erprobten Label-Partner in Nordamerika fand sich für Europa mit Asscard Records eine reputable Kooperation, die bis heute in dieser Form Bestand hat.
Nachdem ASTPAI 2010 überwiegend auf Aushilfsmusiker angewiesen waren, um die Vielzahl an Konzerten bewältigen zu können, fand sich 2011 mit Bernhard (Bass, Gesang) und Toni (Schlagzeug, Gesang) eine neue Rhythmus-Sektion ein. 2012 war die neue Konstellation auf ASTPAIs vierter Veröffentlichung Efforts and Means zum ersten Mal zu hören. Dazu wurde auf YouTube eine 18-minütige Kurz-Dokumentation über den Werdegang der Band präsentiert.
In den kommenden Jahren hatte die Band ihre aktivste Zeit – alleine zwischen 2012 und 2014 spielte ASTPAI an die 400 Konzerte.
2014 erschien die fünfte Langspielplatte, Burden Calls, mit der die vier Musiker ein inhaltlich und musikalisch verbundenes Konzeptalbum präsentierten.
Im Juni 2018 veröffentlichten ASTPAI ihr 6. Studioalbum True Capacity über Jumpstart Records (USA, Kanada) und Shield Recordings (Europa). Nach europaweiten Releaseshows gab die Band Ende des Jahres den Ausstieg von Schlagzeuger Toni bekannt. 2019 bestritt die Band neben einigen Festivals auch eine USA- und eine Europa-Tournee mit Aushilfsschlagzeuger Thomas.
Im September 2019 gaben ASTPAI bekannt, dass sie sich nach einigen letzten Konzerten in Zentraleuropa im Jahr 2020 – nach 19-jährigem Bestehen – auflösen würden. Für diese letzten Konzerte sollte auch wieder das langjährige Bandmitglied Toni aus seiner Pause zurückkehren.
ASTPAI tourten international unter anderem mit Bands wie Only Crime, RX Bandits, A Wilhelm Scream, The Flatliners, The Smith Street Band, Restorations, Smoke or Fire oder Rentokill. Die Band zählt inzwischen zu einer der Stammbands beim jährlich stattfindenden „The Fest“ in Gainesville, Florida, – dem „Mekka“ des amerikanischen Punkrocks – sowie am „Punkrock Holiday“ in Tolmin, Slowenien. Zu den größten Auftritten zählt sicher jener auf der Hauptbühne des Groezrock Festivals in Meerhout, Belgien, der im Musikvideo Careers verewigt wurde. Die Band bestritt in ihrer 19-jährigen Geschichte über 900 Auftritte in über 25 Ländern – darunter u. a. USA, Kanada, Mexiko, Großbritannien, Schweden, Belgien, Niederlande, Luxemburg, Ukraine, Litauen, Polen, Russland, Rumänien, Spanien, Griechenland; und bleibt dadurch bis heute eine der international bekanntesten österreichischen Punkbands.

## Stil
Waren die ersten zwei Alben noch eher dem härteren Genre des Hardcore Punk zuzuordnen, entwickelte sich die Band ab Heart to Grow in eine etwas melodischere Richtung – hat aber auch bis heute dem Punk nicht zur Gänze abgeschworen. Charakteristisch ist ASTPAIs typisch rockiger, gitarrenlastiger Sound. Die Bandbreite an Liedern erstreckt sich über die Jahre von Up-Tempo-Punk bis zu Mid-Tempo-Rock.

## Diskografie
Alben
- 2005: Feeling Safe in Programmed Channels (Rise or Rust Records)
- 2006: Corruption Concealed (Under Deceptive Slogans) (Rise or Rust Records / Fond of Life Records / Jumpstart Records / Laserlife Records)
- 2010: Heart to Grow (Asscard Records / Jumpstart Records / No Reason Records)
- 2012: Efforts and Means (Asscard Records / Jumpstart Records / No Reason Records)
- 2014: Burden Calls (Asscard Records / Jumpstart Records)
- 2018: True Capacity (Shield Recordings / Jumpstart Records)

EPs
- 2008: ASTPAI / Attack! Vipers! (Split-7″, Laserlife Records / We Heart Records)
- 2010: The Scavenger (7″, Asscard Records / Jumpstart Records)
- 2010: On Your Own (7″, Laserlife Records)
- 2011: The Flatliners / ASTPAI (Split-7″, Laserlife Records / Panic State Records)
- 2012: ASTPAI / Ants! (Split-7″, Schall und Rauch Platten)
- 2013: Live at Triebwerk, Wiener Neustadt (Online-Release)
- 2013: Crohnicles (7″, Asscard Records / Jumpstart Records / Shield Recordings)
- 2016: Run from Home (7″, Asscard Records / Jumpstart Records)